# Kulturno-povijesna cjelina Bolč
Kulturno-povijesna cjelina Bolč je kompleks zgrada mjestu Bolč, u općini Farkaševac, zaštićeno kulturno dobro.

## Opis dobra
Arheološki prostor srednjovjekovnog naselja okruženog jarkom, parohijska crkva sv. Arhangela i Gavrila s parohijskom kućom, građevine stambene i gospodarske namjene smještene na izvorno sačuvanim prostranim parcelama te drvored divljih kestena čine cjelinu povijesne, arhitektonske i ambijentalne vrijednosti. Svojim skladnim arhitektonskim oblikovanjem, izvornim stilskim detaljima i uklopljenošću u krajolik, građevine oblikuju vrijedan povijesni mikroambijent te obogaćuju karakterističnu vizuru središta naselja Bolč.

## Zaštita
Pod oznakom Z-6139 zavedena je kao nepokretno kulturno dobro - pojedinačno, pravna statusa zaštićena kulturnog dobra, klasificirano kao "sakralna graditeljska baština".